# Hyparrhenia violascens
Hyparrhenia violascens är en gräsart som först beskrevs av Otto Stapf, och fick sitt nu gällande namn av Clayton. Hyparrhenia violascens ingår i släktet Hyparrhenia och familjen gräs. Inga underarter finns listade i Catalogue of Life.